# Скрутні часи в Ланкмарі
«Скрутні часи в Ланкмарі» (англ. Lean Times in Lankhmar) — повість Фріца Лайбера в жанрі меч і чари про Фафгрда та Сірого Мишолова вперше опублікована в листопаді 1959 журналом «Fantastic Science Fiction Stories». 

## Сюжет
Шляхи Фафгрда та Сірого Мишолова розійшлись. Мишолов стає заступником рекетира Пульга, що збирає данину із працівників релігійних культів.
Фафгрд стає помічником проповідника Бвадреса, який проповідує життя святого «Ісека з глеком». Це був єдиний проповідник найменш-почитаємого святого Ланкмару, але завдяки самовідданості і непоганому голосу Фафгрда, культ почав отримувати більше пожертв. Отримавши першу грошову пожертву — золотий браслет, культ потрапляє у поле зору Пульга, що завдає клопоту Мишолову, оскільки він не хоче вступати в протистояння з Фафгрдом.
Мишолов пропонує напоїти Фафгрда, щоб усунути його на час пограбування проповідника. Але Пульг, який несподівано є таємним прихильником культу, та підозрюючи саботаж із боку Мишолова, втручається, щоб скалічити п'яного Фафгрда для збільшення подаянь культу.
Мишолов, якого важко застати зненацька, знешкоджує помічників Пульга. А п'яний голий Фафгрд з'являється під час проповіді Бвадреса, уособлюючи живого «Ісека з глеком».
Друзям доводиться покинути Ланкмар на заготовленому Мишоловом паруснику.
А культ «Ісека з глеком» при підтримці Пульга шалено розвивається, допоки не переходить границю конфлікту з чаклунами.